# Fireball Roberts
Edward Glenn Roberts, Jr. (Tavares, 20 gennaio 1929 – Charlotte, 2 luglio 1964) è stato un pilota automobilistico statunitense.

## Carriera
Dal 1950 al 1964 ha corso nella NASCAR Sprint Cup Series, 206 gare. Il 24 maggio 1964, alla World 600 di Charlotte, rimase vittima di un incidente al settimo giro. Per evitare i piloti Ned Jarrett e Junior Johnson che si erano scontratti, Roberts, andò a sbattere contro il muro. Nell'impatto la macchina prese fuoco, e Roberts, rimasto bloccato dentro, fu aiutato ad uscire da Ned Jarrett. Trasportato all'ospedale in condizioni critiche con ustioni di secondi e terzo grado su oltre l'ottanta per cento del corpo, sopravvisse per parecchie settimane prima di morire il 2 luglio 1964.
Il suo incidente e quelli dei piloti Eddie Sachs e Dave MacDonald, portarono ad un miglioramento delle misure di sicurezza all'interno delle vetture da gara.

## Riconoscimenti
È stato introdotto nella International Motorsports Hall of Fame nel 1990, nella Motorsports Hall of Fame of America nel 1995 e nella NASCAR Hall of Fame nel 2014.